# Верхньоуглічино
Верхньоуглі́чино (рос. Верхнеугличино, башк. Үрге Углич) — присілок у складі Кармаскалинського району Башкортостану, Росія. Входить до складу Кабаковської сільської ради.
Населення — 19 осіб (2010; 18 в 2002).
Національний склад:
- росіяни — 89 %

## Видатні уродженці
- Грачов Іван Миколайович — Герой Радянського Союзу.